# Danh sách Trường đại học ở Việt Nam đào tạo ngành Kỹ thuật môi trường
Kỹ thuật môi trường là ngành học về các kỹ thuật và công nghệ giúp giải quyết các vấn đề môi trường cụ thể như: ngăn ngừa, giảm thiểu ô nhiễm; thu hồi, tái chế, tái sử dụng và xử lý chất thải thông qua các biện pháp sinh - lý - hóa học; các giải pháp quản lý, góp phần bảo vệ môi trường sống và phục vụ phát triển bền vững.
Hiện nay ngành Kỹ thuật môi trường được đào tạo ở một số trường đại học sau:

## Kỹ thuật Môi trường
Đào tạo Kỹ sư Môi trường hệ 5 năm. Chương trình này trang bị cho sinh viên các kiến thức rộng về các chuyên môn trong lĩnh vực môi trường thông qua đào tạo lý thuyết chuyên sâu, chú trọng đào tạo thực hành các lĩnh vực hóa học, sinh học trong kỹ thuật môi trường, và tính toán thiết kế hệ thống xử lý nước thải, nước cấp, chất thải rắn, khí thải, tiếng ồn, kiểm soát ô nhiễm môi trường công - nông nghiệp, độc học môi trường, quản lý chất lượng môi trường, quan trắc môi trường, đánh giá tác động môi trường, ứng dụng công nghệ thông tin địa lý trong môi trường.
1. Trường Đại học Xây dựng: Công nghệ môi trường; Quản lý môi trường; Kỹ thuật Môi trường (Viện khoa học kỹ thuật môi trường).
2. Trường Đại học Bách khoa Hà Nội: Công nghệ môi trường; Quản lý môi trường.
3. Học viện Kỹ thuật Quân sự: Công nghệ môi trường; Phòng chống vũ khí NBC.
4. Trường Đại học Bách khoa, Đại học Đà Nẵng: Công nghệ môi trường; Quản lý môi trường.
5. Trường Đại học Bách khoa, Đại học Quốc gia Thành phố Hồ Chí Minh: Công nghệ môi trường; Quản lý môi trường.
6. Trường Đại học Kỹ thuật Công nghiệp, Đại học Thái Nguyên: Công nghệ môi trường; Quản lý môi trường.
7. Trường Đại học Cần Thơ: Kỹ thuật môi trường (4 năm)
8. Trường Đại học Khoa học Tự nhiên, Đại học Quốc gia Hà Nội: Công nghệ kỹ thuật môi trường; Khoa học Môi trường; Khoa học đất;  (4 năm)

## Công nghệ Kỹ thuật môi trường
Đào tạo Cử nhân Công nghệ Kỹ thuật môi trường hoặc Kỹ sư thực hành hệ 4 năm. Chương trình này trang bị cho sinh viên các kiến thức về khoa học cơ bản và cơ sở của các ngành hóa học, sinh học và xây dựng. Trên cơ sở đó, trong phần chuyên ngành sinh viên được trang bị các kiến thức sâu về các chất thải công nghiệp và dân dụng, các quy trình công nghệ hóa - sinh học và các thiết bị xử lý chất thải.
1. Trường Đại học Khoa học Tự nhiên, Đại học Quốc gia Hà Nội: Khoa học Môi trường, Công nghệ kỹ thuật môi trường, Môi trường và Phát triển bền vững,
2. Đại học Tài nguyên và Môi trường Hà Nội
3. Trường Đại học Thủy Lợi[1]
4. Học viện Nông nghiệp Việt Nam:
5. Trường Đại học Hàng hải Việt Nam
6. Trường Đại học Lâm nghiệp Việt Nam
7. Trường Đại học Giao thông vận tải:
8. Trường Đại học Mỏ Địa chất Hà Nội:
9. Trường Đại học Văn Lang
10. Trường Đại học Điện lực:
11. Trường Đại học Kinh tế Kỹ thuật Công nghiệp:
12. Trường Đại học Công nghiệp Hà Nội:
13. Trường Đại học Công nghiệp Quảng Ninh:
14. Trường Đại học Công nghiệp Việt Hung:
15. Trường Đại học Công nghiệp Việt Trì:
16. Trường Đại học Sao Đỏ
17. Trường Đại học Sư phạm Kỹ thuật Hưng Yên
18. Trường Đại học Sư phạm Kỹ thuật Nam Định
19. Trường Đại học Sư phạm Kỹ thuật Vinh
20. Trường Đại học Công nghiệp Vinh
21. Trường Đại học Nha Trang
22. Trường Đại học Khoa học Tự nhiên thành phố Hồ Chí Minh
23. Trường Đại học Nông lâm thành phố Hồ Chí Minh
24. Trường Đại học Công nghiệp Thành phố Hồ Chí Minh
25. Trường Đại học Công nghiệp Thực phẩm Thành phố Hồ Chí Minh
26. Trường Đại học Giao thông vận tải Thành phố Hồ Chí Minh
27. Trường Đại học Sư phạm Kỹ thuật Thành phố Hồ Chí Minh
28. Trường Đại học Trần Đại Nghĩa
29. Trường Đại học Tôn Đức Thắng
30. Trường Đại học Kỹ thuật - Công nghệ Thành phố Hồ Chí Minh
31. Trường Đại học Công nghệ Sài Gòn
32. Trường Đại học Kinh tế Công nghiệp Long An
33. Trường Đại học Kinh tế Kỹ thuật Bình Dương
34. Trường Đại học Lạc Hồng
35. Trường Sĩ quan Phòng hóa